# اوبیرا، هوکایدو
اوبیرا، هوکایدو (به لاتین: Obira, Hokkaido) یک منطقهٔ مسکونی در ژاپن است که در Rumoi Subprefecture واقع شده‌است. اوبیرا  ۳٬۲۷۷ نفر جمعیت دارد.